# Global Young Leaders Conference

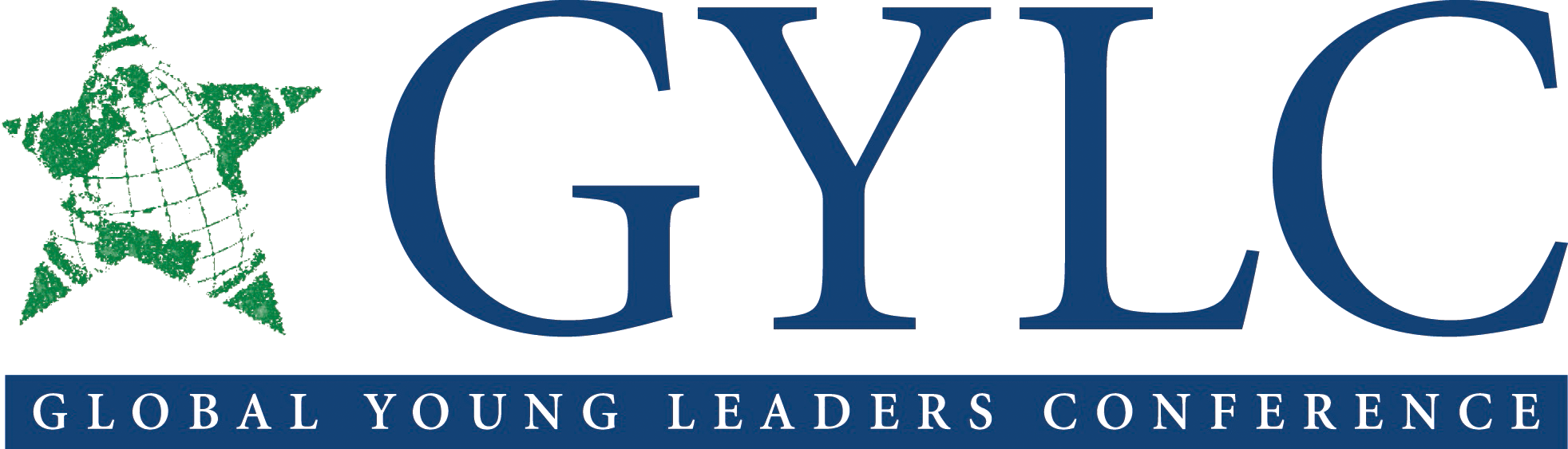
Logo der Global Young Leaders Conference

Die Global Young Leaders Conference ist ein jährlich stattfindendes, zweiwöchiges Treffen junger Menschen aus der ganzen Welt, die als zukünftige Führungspersönlichkeiten angesehen werden. Ziel der Konferenz ist es, in einem globalen Zusammenhang entsprechende Führungsqualitäten zu bilden.

## Konferenz

Siegel

### Teilnehmer
Die Teilnehmer sind zwischen 16 und 18 Jahre alt und kommen aus der gesamten Welt. Sie werden durch ihre Schule aufgrund ihrer Führungspersönlichkeit ausgewählt und zur Teilnahme vorgeschlagen oder durch leistungsbezogene Auswahlverfahren ermittelt. Auf der GYLC wird ihnen die Möglichkeit geboten, sich mit einigen der wichtigsten Führungspersonen der Welt auszutauschen, gemeinsam aktiv an Simulationen internationaler Politik mitzuarbeiten und neue Menschen und Kulturen kennenzulernen. Dabei sollen wertvolle Erfahrungen weitergegeben und Führungsqualitäten gestärkt werden.

### Träger
Organisiert wird die GYLC vom Congressional Youth Leadership Council (CYLC). Dies ist eine gemeinnützige, unparteiische Bildungsorganisation, die 1985 gegründet wurde und sich in Washington, D.C. befindet. Sie ist Teil der Envision EMI, LLC, die ihren Sitz in Vienna (Virginia) hat. Bis heute haben mehr als 200.000 jungen Menschen aus über 100 Ländern an den Programmen des CYLC teilgenommen. CYLC ist eine nichtprofitable Organisation deren Ziel es ist, junge Menschen zu fördern und ihnen Kontakt und Erfahrungen mit Jugendlichen aus der ganzen Welt zu ermöglichen.

### Themen
Das Programm steht unter dem Oberthema „The Leaders of Tomorrow Preparing for the Global Challenges and Responsibilities of the Future“. Seine Schwerpunkte sind:
- Globale Kommunikation
- Diplomatie
- Recht
- Menschenrechte
- Friede und Sicherheit
- Wirtschaft
- Die Rolle der Vereinten Nationen

### Ablauf

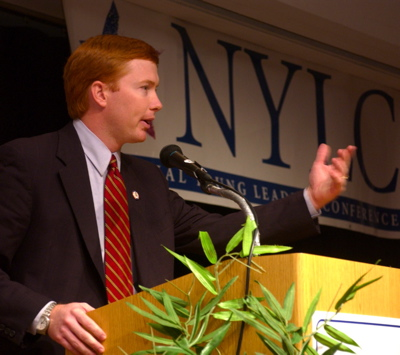
Adam Putnam spricht auf der Konferenz

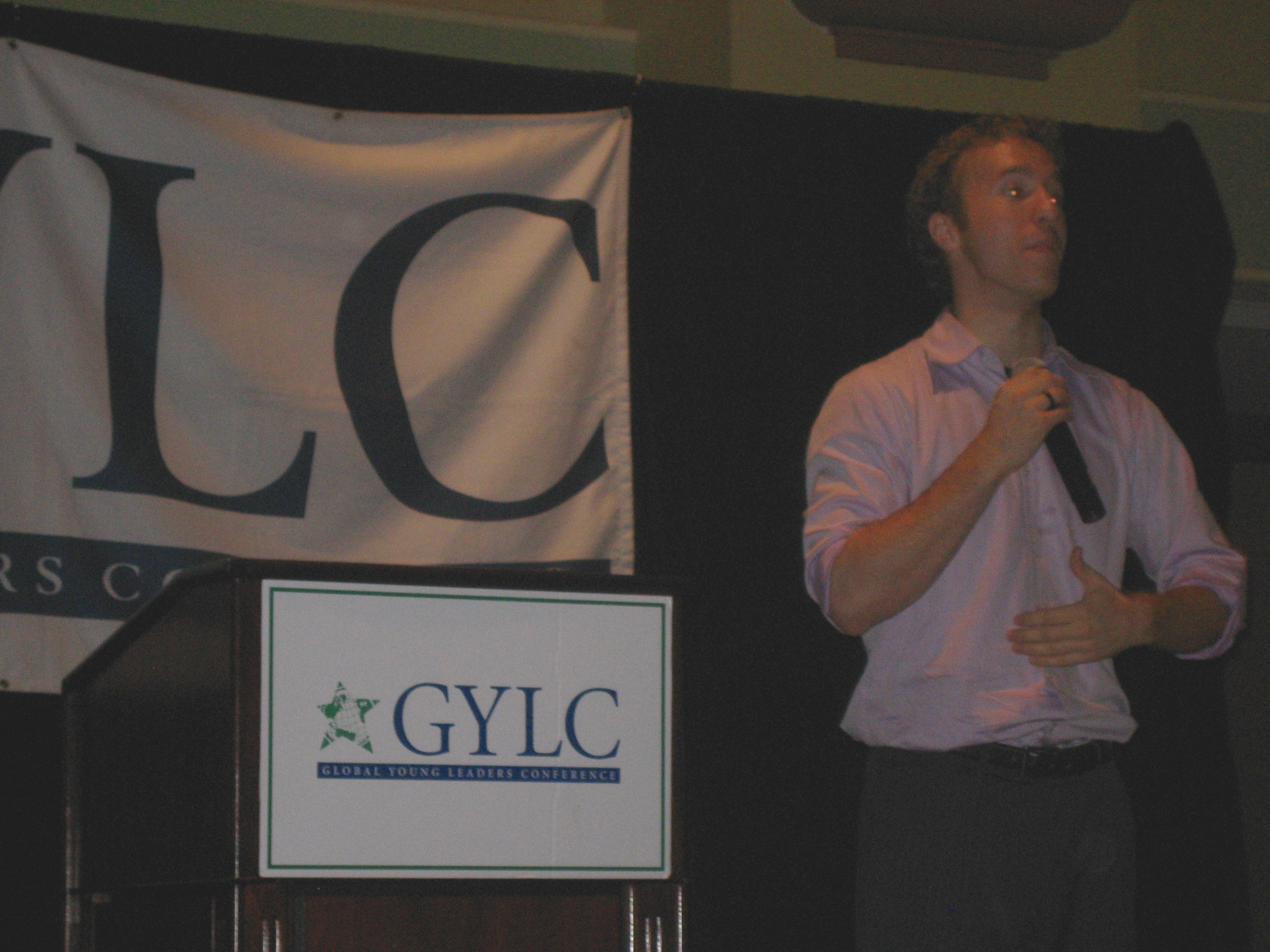
Craig Kielburger bei GYLC

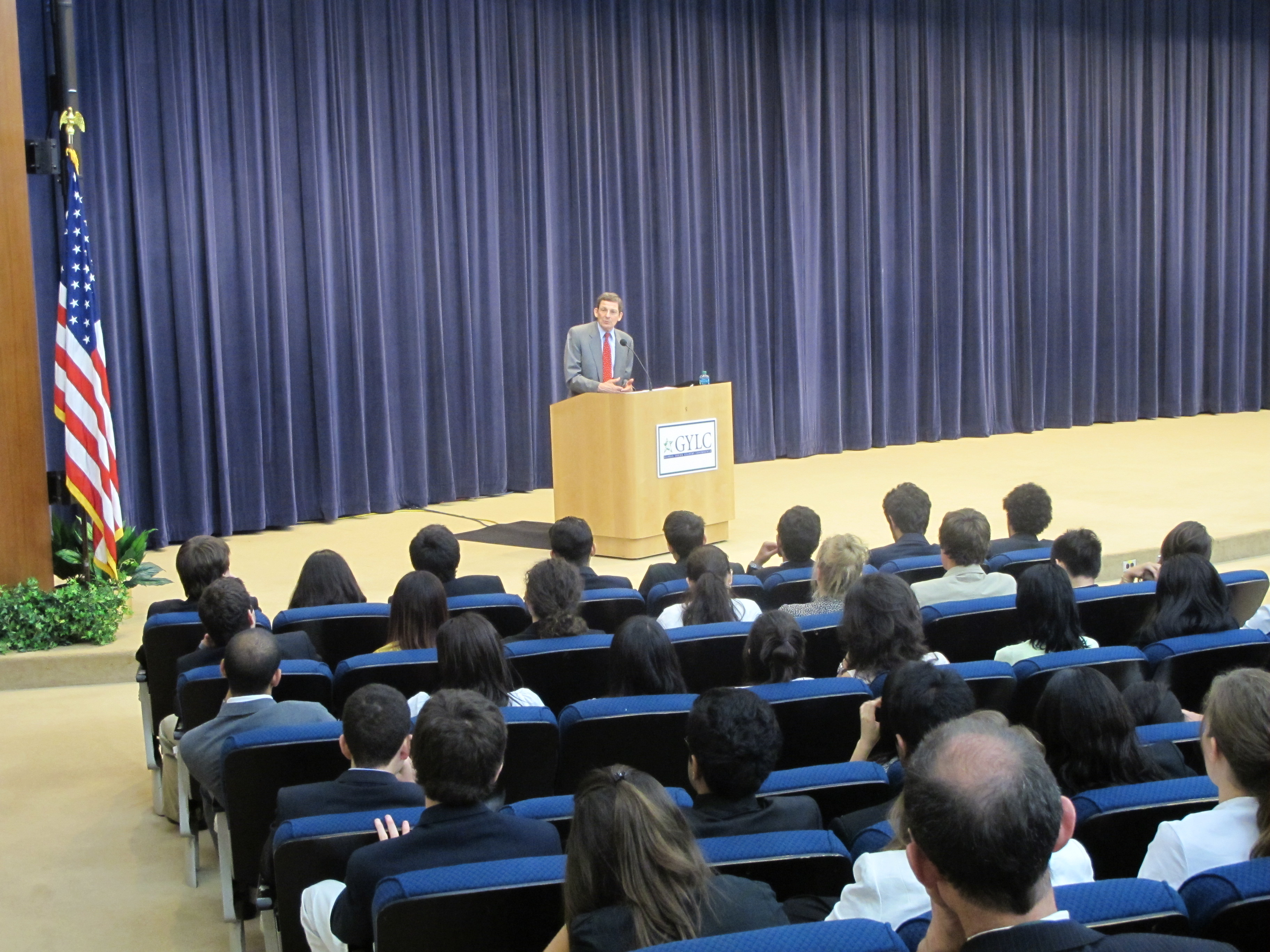
Marc Grossman hält eine Rede vor den Teilnehmern

Das Hauptprogramm (Core Program) der Konferenz besteht aus drei Komponenten („drei S“):
Speaker Events
Hierbei lernen die Teilnehmer einflussreiche Führungspersonen aus Politik, Wirtschaft und NGOs kennen. Meist findet dies in Form einer Präsentation, Podiumsdiskussion und anschließender Fragerunde statt.
Sightseeing
Die Teilnehmer besuchen Regierungsinstitutionen, Botschaften und Internationale Organisationen, aber auch kulturelle Sehenswürdigkeiten und Bildungseinrichtungen.
Simulations
Innerhalb des gesamten Kernprogramms wird auf zwei Simulationen zugearbeitet, bei denen die Teilnehmer ähnlich wie bei MUN die zwei wichtigsten Organe der Vereinten Nationen nachstellen. In der ersten Simulation muss als UN-Sicherheitsrat eine Resolution zu einem internationalen Konflikt ausgearbeitet werden, während im finalen Global Summit alle Ländergruppen zusammenkommen und gemeinsam als UN-Generalversammlung unterschiedlichste Resolutionen zu globalen Problemen diskutieren, die zuvor von verschiedenen Commissions ausgearbeitet wurden.
In der übrigen Zeit werden in sogenannten Leadership Group Meetings (LGM) Tagespunkte vorbereitet, nachbesprochen, oder andere Aktivitäten geplant. Außerdem findet hier der Großteil der Länder-Gruppenarbeit statt, indem z. B. gemeinsam an Resolutionen für eine Simulation gearbeitet wird. Jede LGM-Gruppe vertritt in den Simulationen ein bestimmtes Land und wird von je einem Faculty Advisor (FA) betreut. Die LGMs sollen außerdem den Zusammenhalt fördern, da hier auch gemeinsam in kleineren Gruppen das Abendprogramm gestaltet werden kann, wobei sich die Teilnehmer z. B. gegenseitig ihre verschiedenen Kulturen und Herkunftsländer vorstellen.
Zusätzlich zu dem Core Program besteht die Möglichkeit, sich sowohl für ein Pre-Program, als auch für ein sogenanntes Cultural Add-on einzuschreiben. Während das Pre-Program auf das Hauptprogramm vorbereiten und die Teilnehmer näher zusammenbringen soll, ist das Cultural Add-on ein lockeres Anschlussprogramm, das daraus besteht, Sehenswürdigkeiten des Tagungsortes zu besichtigen.

### Veranstaltungsorte
Die Konferenz findet jeden Sommer an drei verschiedenen Orten statt:
- USA: Washington, D.C. und New York City
- Europa: Wien, Budapest und Prag
- Asien: Peking und Shanghai